# Racibórz (stacja kolejowa)
Racibórz – stacja kolejowa położona w centrum Raciborza. Według klasyfikacji PKP ma kategorię dworca regionalnego.

## Ruch pasażerski
| Rok  | Wymiana roczna | Wymiana pasażerska na dobę | miejsce w Polsce |
| ---- | -------------- | -------------------------- | ---------------- |
| 2017 | 511 000        | 1 300                      |                  |
| 2018 | 475 000        | 3 300                      |                  |
| 2019 | 550 000        | 1 500                      |                  |
| 2020 | 512 000        | 1 400                      |                  |
| 2021 | 548 000        | 1 500                      |                  |
| 2022 |                | 2 300                      |                  |

## Historia
Dworzec kolejowy w Raciborzu powstał w 1847 roku, kiedy to Racibórz uzyskał połączenie kolejowe z Berlinem i Wiedniem. Stacja nosiła wtedy nazwę Ratibor Hauptbahnhof. Przed dworcem urządzono również reprezentacyjny plac, który się wielokrotnie zmieniał.
Wiosną 1945 roku wojska radzieckie zniszczyły dworzec, a na jego miejsce została postawiona prowizoryczna budowla. Dopiero w 1979 roku został wybudowany nowy dworzec. Powódź w 1997 roku zniszczyła dworzec, który do dzisiaj nie został wyremontowany.
18 kwietnia 2020 PKP podpisały z pracownią architektoniczną GPVT umowę na opracowanie projektu przebudowy dworca. Budynek z 1979 został wyburzony w 2022, po czym rozpoczęto budowę nowego obiektu. Nowy dworzec został oddany do użytku w październiku 2024. Składa się z trzech połączonych części. Fasada zyskała wielkopowierzchniowe przeszklenia, w szczycie części centralnej zamontowano zegar oraz podświetlany napis z nazwą stacji. W południową część budynku wkomponowano „pionowy ogród” z żywymi roślinami. Zamontowano też oświetlenie elewacji. Całość została dostosowana dla osób niepełnosprawnych.
Wewnątrz centralnej części dworca, na parterze, znajduje się poczekalnia dla podróżnych wyposażona w ławki, gabloty oraz elektroniczne tablice rozkładowe. Na piętrze znajduje się poczekalnia letnia, będącą także tarasem widokowym. Północna część budynku została przeznaczona na potrzeby gminy Racibórz i biura dla spółek kolejowych. Południowy segment zagospodarowano na lokale handlowo-usługowe i działalność kulturalną.

## Infrastruktura

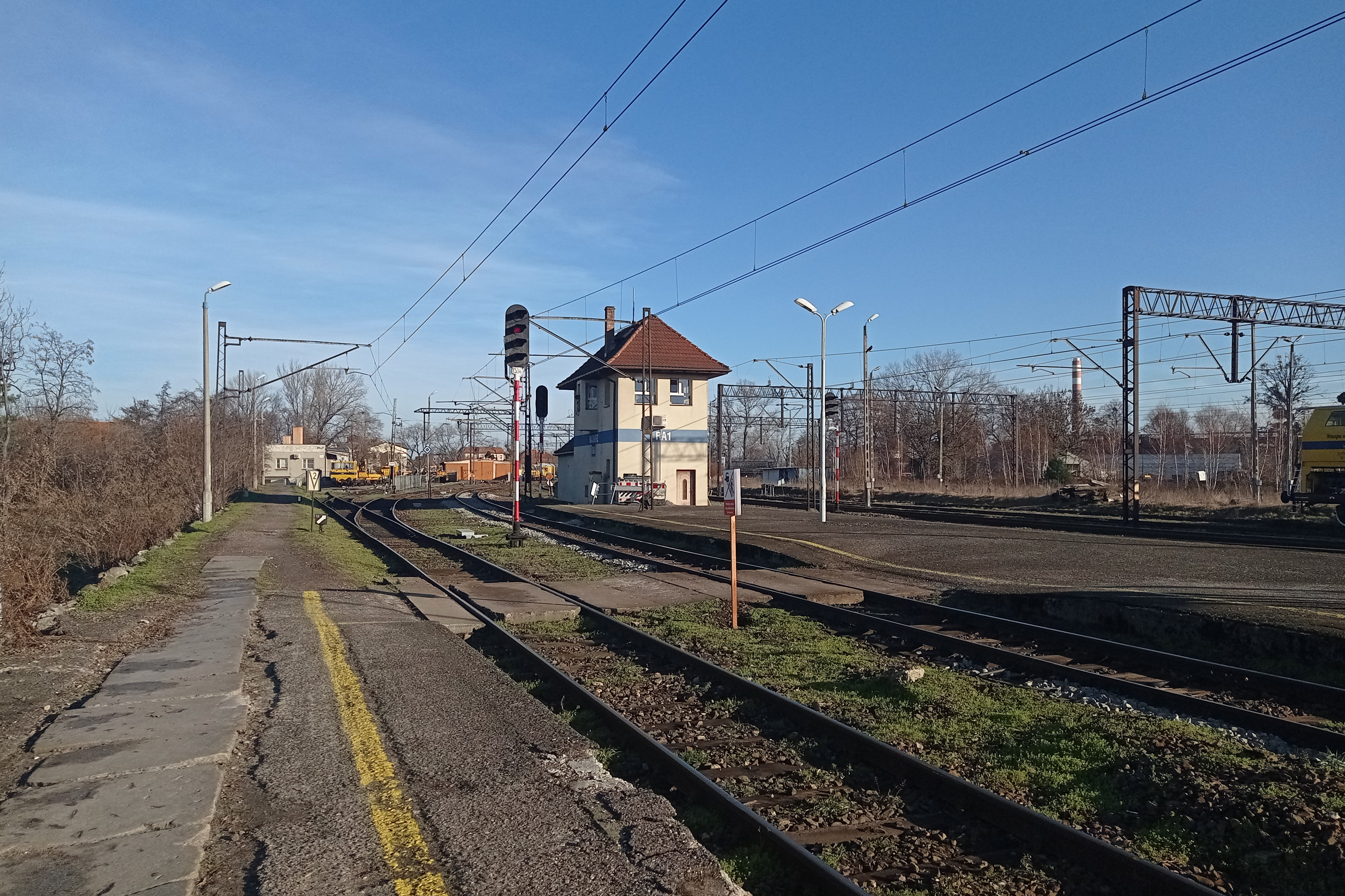
Nastawnia RA1 na stacji Racibórz (2023)

Dworzec posiada 3 perony oraz 5 krawędzi peronowych. Jednak odjazdy pociągów odbywają się głównie z peronu 1 i 2 do Rybnika, Kędzierzyna-Koźla, Katowic i Chałupek. Z peronu 3 odbywają się czasem odjazdy i przyjazdy z Chałupek. Wszystkie perony posiadają wiatę. Na dworcu znajduje się jedna czynna kasa biletowa spółki Koleje Śląskie. Dworzec posiada na południowym krańcu stacji nastawnię bramową.
Istnieje także wyjazd do stacji Racibórz Studzienna, na linię do Racławic Śląskich, która została zamknięta dla ruchu osobowego w kwietniu 2000. Ruch manewrowy składów towarowych w kierunkach bocznic zakładowych przedsiębiorstw Zakład Elektrod Węglowych, Rafako, VVF Sp. z o.o. oraz Henkel Polska Sp. z o.o. a także ruch towarowy na niezelektryfikowanej linii kolejowej nr 177 w kierunku Głubczyc oraz linii kolejowej nr 176 w kierunku Olzy (ze zmianą toru i kierunku jazdy na stacji Racibórz Markowice) obsługują lokomotywy spalinowe typu SM42.
Wzdłuż toru 2 przy peronie 2 znajduje się tor przelotowy dla składów towarowych pozwalający ominąć tory przy peronach a za nim tory manewrowe, techniczne (przy jednym z nich znajdowała się kiedyś automatyczna bramka myjąca dla pociągów – obecnie wagony osobowe są myte przy nim ręcznie) oraz postojowe na których odstawione są częściowo zdemolowane wagony serii Azdu kl. 1 i 2 oraz kilka nieużywanych obecnie wagonów serii Goerlitz Bmnopux/Bmteeo.
Tuż za dworcem w kierunku stacji Racibórz Markowice znajduje się rozjazd a za nim na moście kolejowym zaczyna się dwutorowa linia kolejowa co skutkuje tym, że pociągi kierujące się na tory boczne wjeżdżają na most, maszynista przechodzi na drugą stronę pociągu i po zmianie nastawienia toru wjeżdża na boczny tor.
Za nastawnią bramową znajdującą się nad torem w kierunku Chałupek (przy nieużywanej rampie) znajduje się kilka torów manewrowych i postojowych (na których często odstawione są węglarki typu normalnego i specjalnego). Do tych drugich prowadzi tor z górką rozrządową. Od tych torów odchodzą rozjazdy w kierunku nieistniejącej już cukrowni oraz zakładów produkcyjnych Rafako, kompleksu VVF Sp. z o.o. i Henkel Polska Sp. z o.o., przechodzący przez teren tych zakładów nieużywany obecnie tor przecinający ul. Stalową prowadzi do zakładu produkującego węgiel aktywny- Elbar-Katowice Oddział Carbon w Raciborzu. Nieco dalej, znajduje się rozjazd na tor prowadzący w kierunku Raciborza Studziennej, nieczynnej lokomotywowni z obrotnicą, zakładu naprawczego wagonów towarowych, elektrociepłowni w Studziennej oraz zelektryfikowanych torów bocznych na których na odjazdy wolnymi torami oczekują składy towarowe przewożące głównie węgiel. Ruch na stacji obsługiwany jest obecnie przez trzech przewoźników- spółkę Koleje Śląskie, spółkę Polregio oraz PKP Intercity.

## Galeria

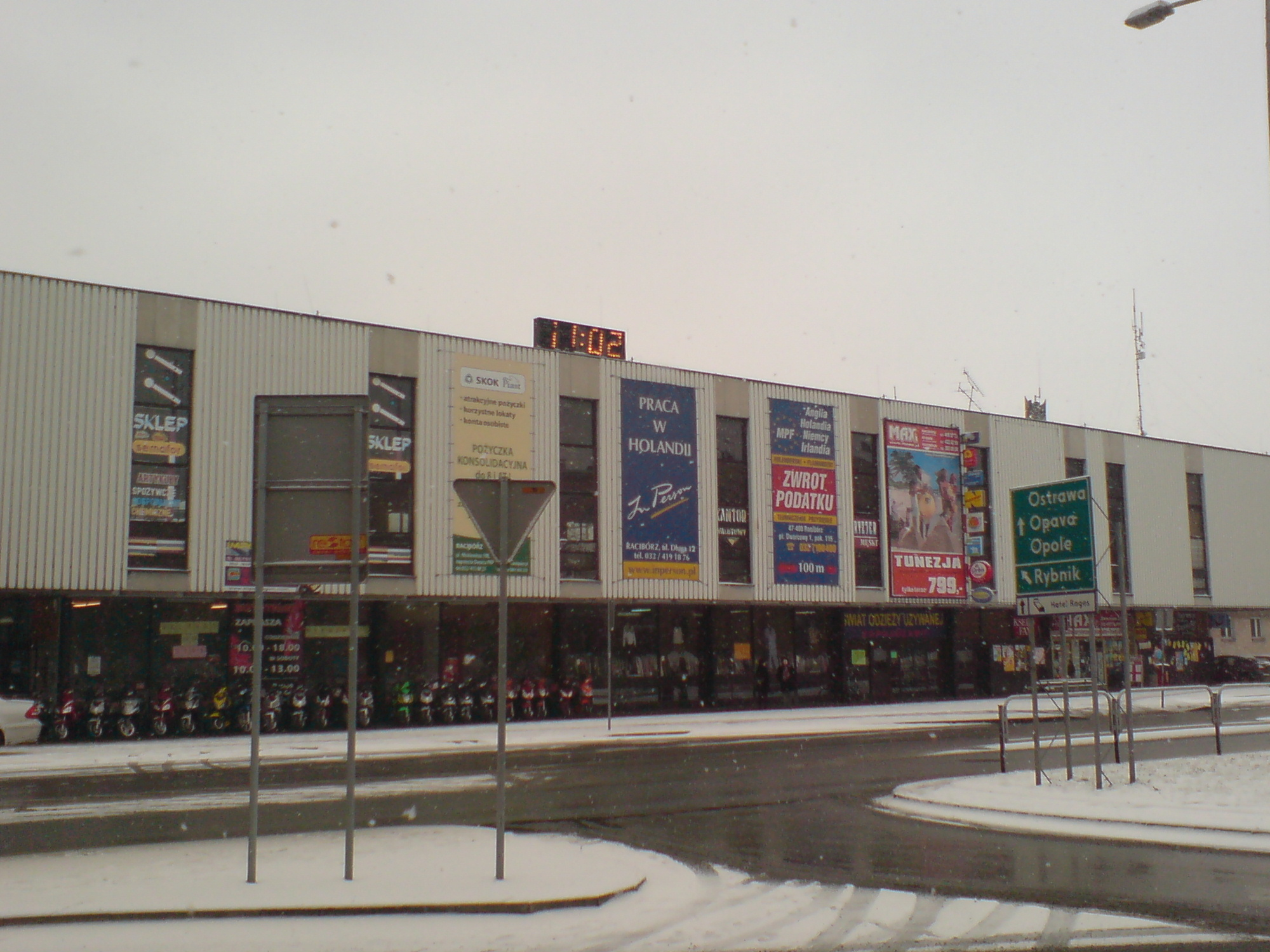
Budynek dworcowy z 1979 (wyburzony)
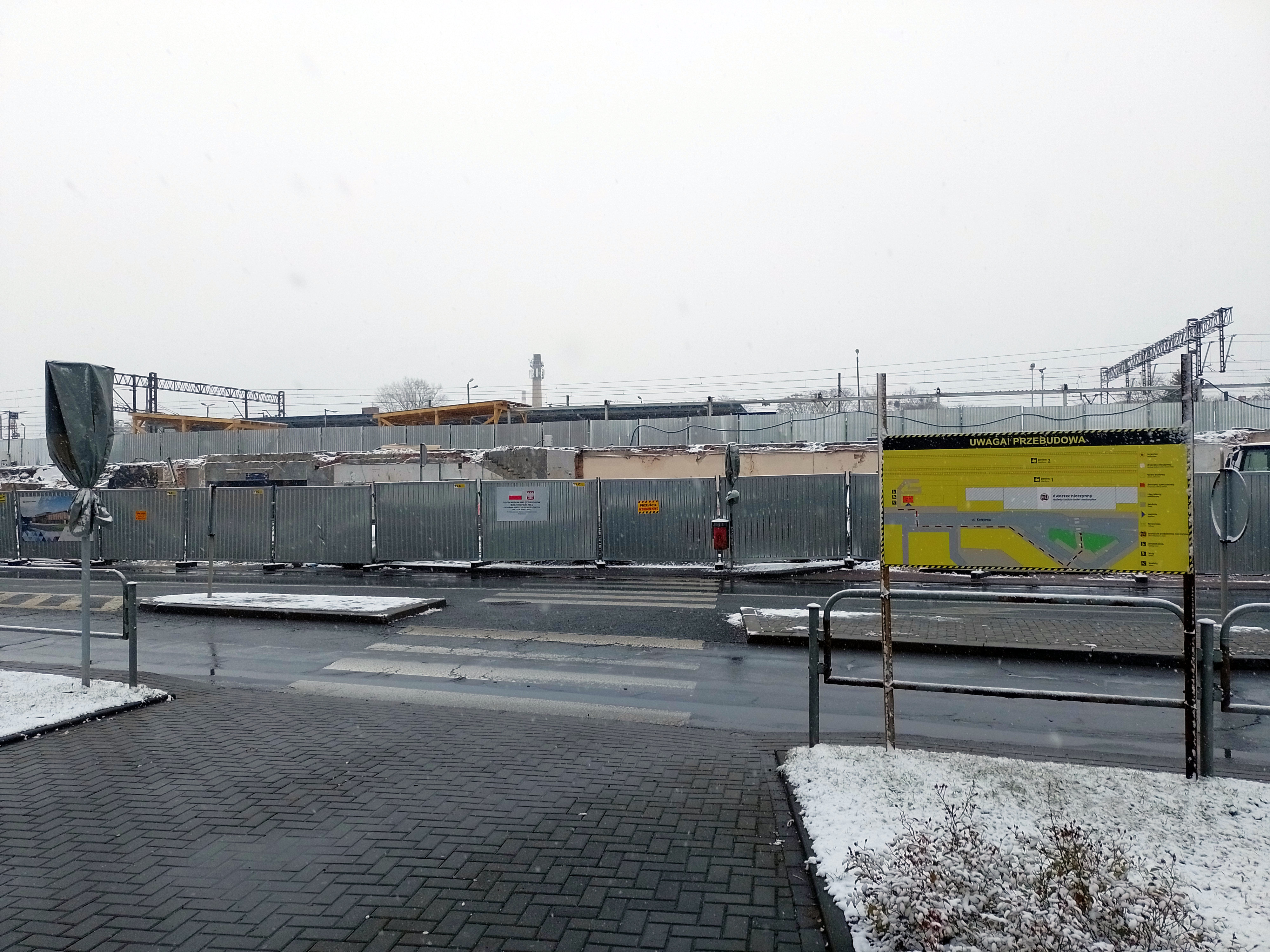
Budowa nowego dworca (grudzień 2022)
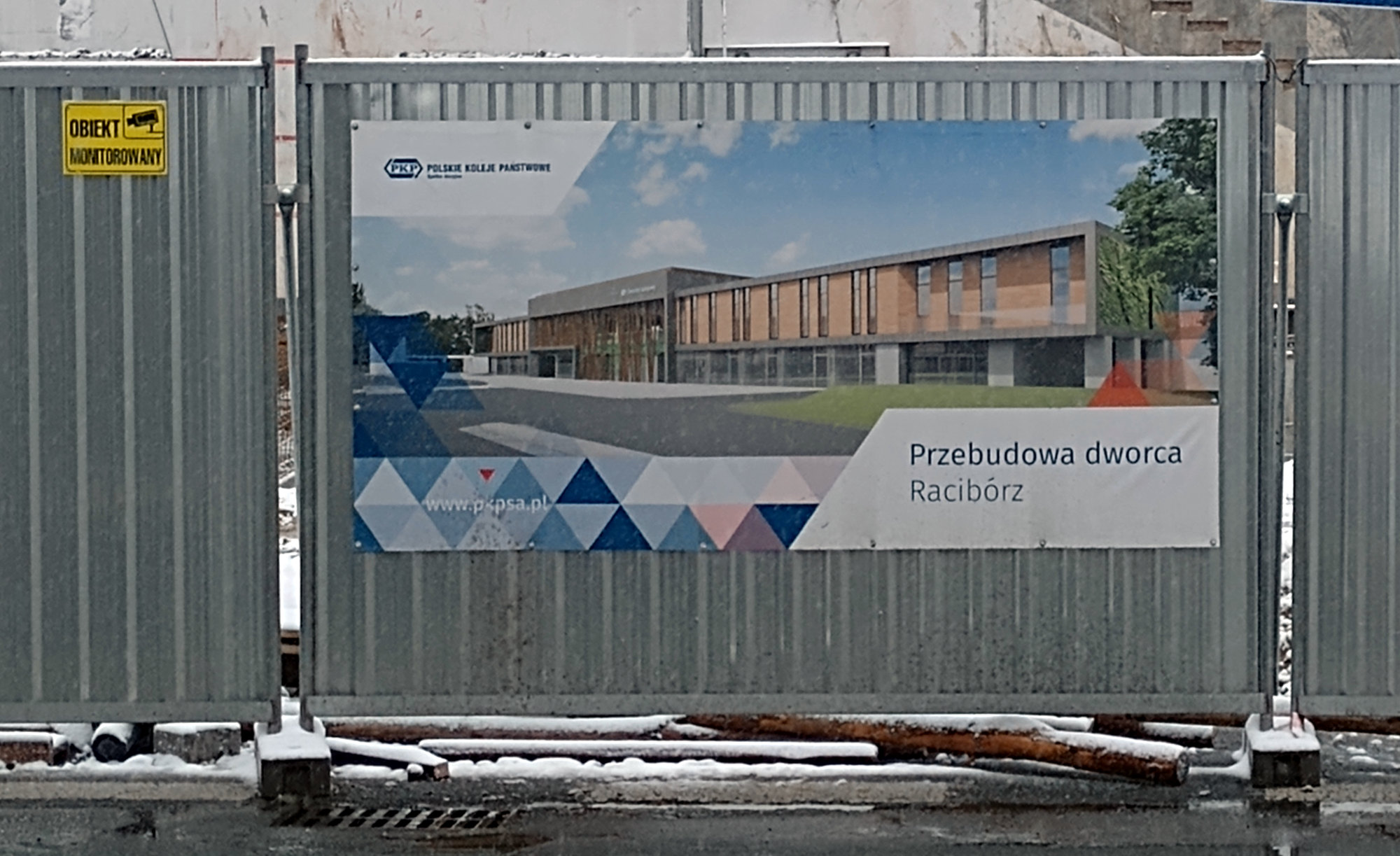
Wizualizacja nowego dworca
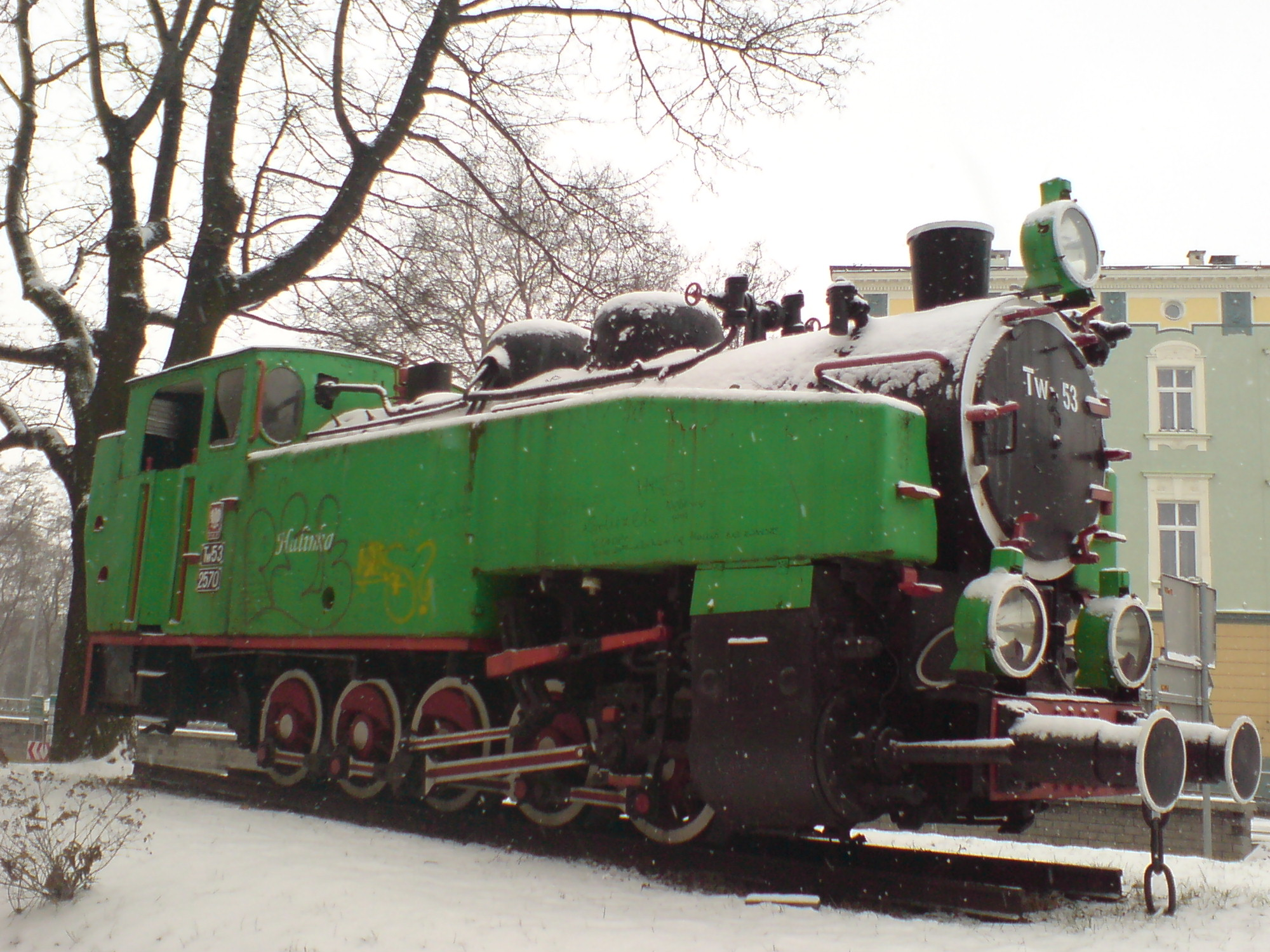
Lokomotywa Halinka na placu przed dworcem
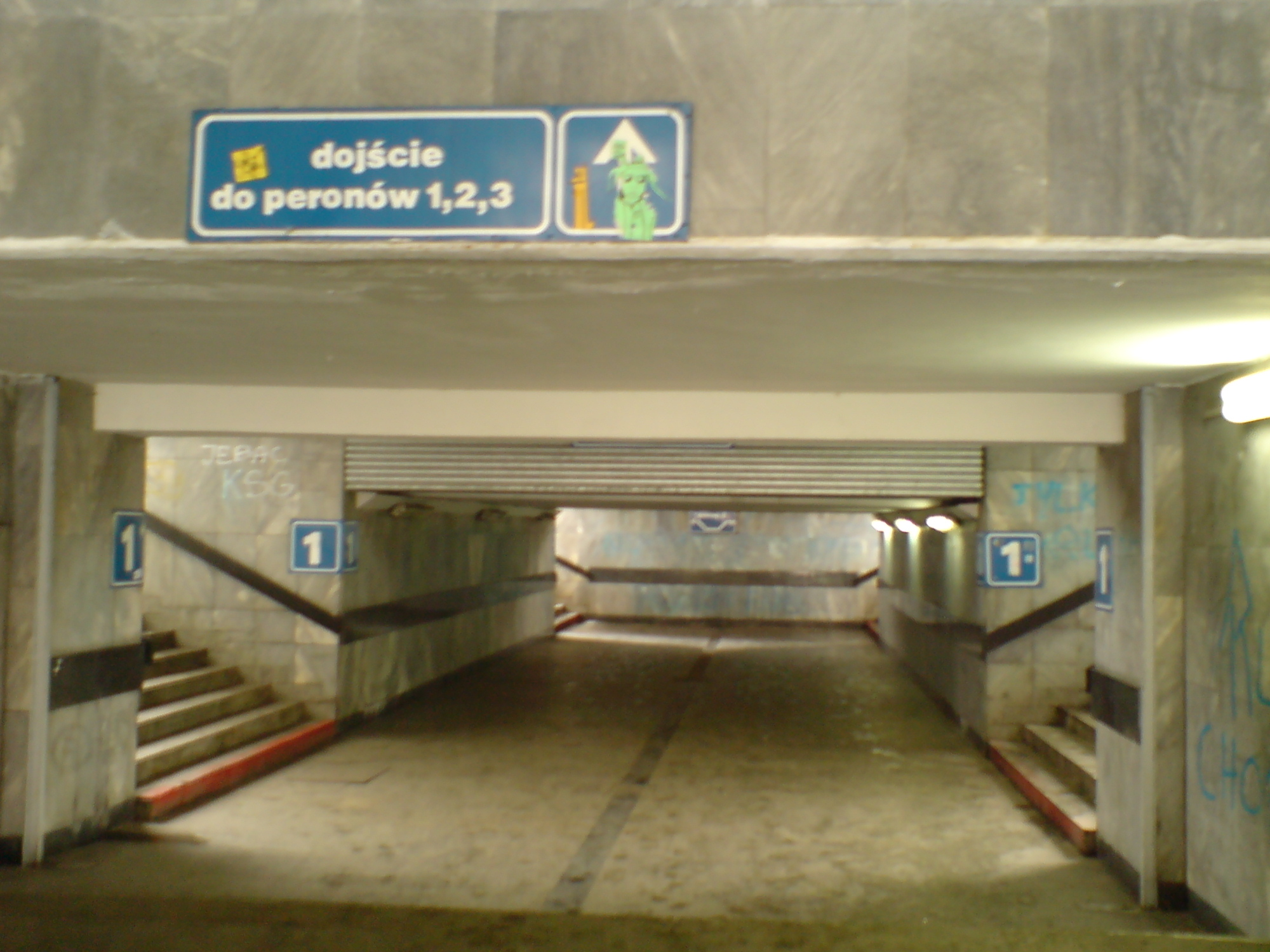
Przejście podziemne między peronami
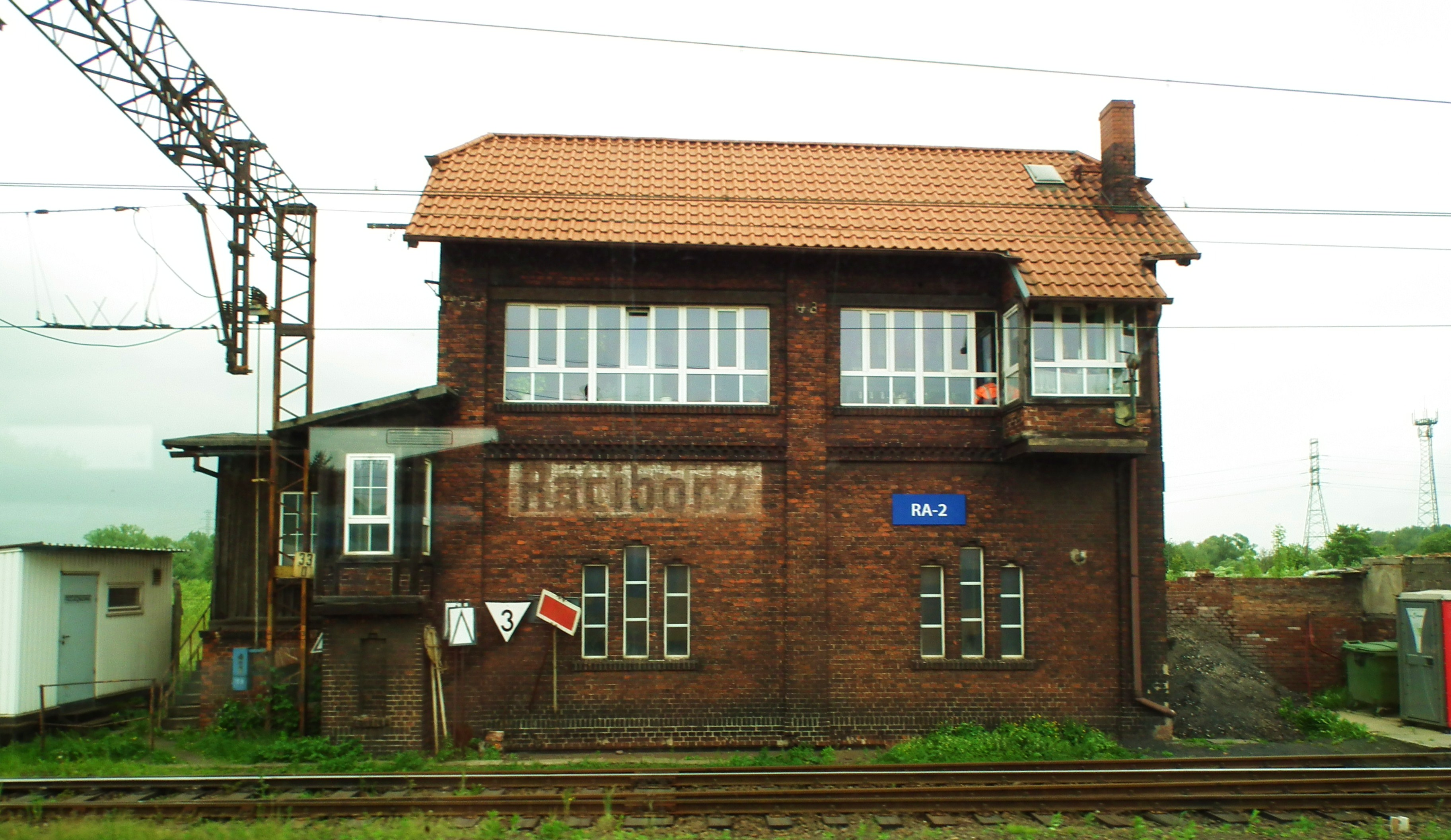
Nastawnia RA-2